# 徳大寺公全
徳大寺 公全（とくだいじ きんとも）は、江戸時代中期の公卿。官位は正二位・内大臣。

## 経歴
天和2年（1682年）に叙爵して以降清華家当主として速い速度で昇進し、侍従・左近衛少将・左近衛中将などを歴任し、元禄5年（1692年）に従三位となり公卿に列する。権中納言・踏歌節会外弁を経て元禄12年（1699年）に権大納言に就任。元禄13年（1700年）から宝永元年（1704年）にかけては神宮伝奏をつとめ、正徳2年（1712年）から享保4年（1719年）にかけては武家伝奏をつとめた。享保4年（1719年）には内大臣に任じられた。

## 系譜
- 父：醍醐冬基
- 母：藪嗣孝の娘
- 養父：徳大寺実維
- 正室：徳君（近衛家熙の娘）
- 家女房
  - 男子：徳大寺実憲（1714-1740）
- 継室：宗義真の娘
  - 女子：阿部正直室